# Chris Poland
Christopher "Chris" Poland, född 1 december 1957, är en amerikansk gitarrist. Han spelade gitarr i thrash metal-bandet Megadeth på deras två första album, Killing Is My Business... And Business Is Good! (1985) och Peace Sells... But Who's Buying? (1986). Efter Megadeth har han varit soloartist och spelat i olika andra band, däribland Ohm som han bildade 2002. Han har även spelat bas under en turné med Circle Jerks.

## Diskografi

### Megadeth
- 1985 – Killing Is My Business... And Business Is Good!
- 1986 – Peace Sells... But Who's Buying?
- 1990 – Rust in Peace *
- 2004 – The System Has Failed

* Endast demolåtarna på utgåvan från 2004

### Ohm
- 2003 – Ohm
- 2005 – Amino Acid Flashback
- 2008 – Circus of Sound

### OHMphrey
- 2009 – OHMphrey
- 2012 – Posthaste

### Solo
- 1990 – Return to Metalopolis
- 2000 – Chasing the Sun
- 2000 – Rare Trax
- 2007 – Return to Metalopolis: Live

### Som Gästmusiker
- 2004 – Ashes of the Wake - Lamb of God
- 2012 – Plains of Oblivion - Jeff Loomis